# Petaling (Tulung Selapan)
Petaling is een bestuurslaag in het regentschap Ogan Komering Ilir van de provincie Zuid-Sumatra, Indonesië. Petaling telt 1164 inwoners (volkstelling 2010).